# Pytalowo
Pytalowo (russisch Пыталово, lettisch 1925 bis 1938 Jaunlatgale, 1938 bis 1945 Abrene) ist eine Kleinstadt mit 5826 Einwohnern (Stand 14. Oktober 2010) in der Russischen Föderation. Sie gehört zur Oblast Pskow und liegt im äußersten Westen Russlands unweit der Grenze zu Lettland rund 100 km südwestlich der Gebietshauptstadt Pskow.

## Geschichte
Erstmals erwähnt wurde der Ort als Pytalowo im Jahre 1782, als dort 13 Bauern ansässig waren. Das Dorf Pytalowo hatte um das Jahr 1878 herum 57 Einwohner. Es gehörte zum Ujesd Ostrow der Gubernija Pskow.
In den 50er-Jahren des 19. Jahrhunderts begann der Bau der Eisenbahnlinie Sankt Petersburg – Warschau und damit ging der Bau der Stationen entlang der Strecke einher. Der nächstliegende Streckenabschnitt von Ostrow bis Rēzekne war für damalige Verhältnisse recht lang. Es wurde beschlossen, sogenannte „Halbstationen“ (Haltepunkte) zu errichten. Nachdem nun in unmittelbarer Gutsnähe ein Haltepunkt der Eisenbahnlinie errichtet worden war, nannte man ihn Pytalowo. Dies war der Entstehungszeitpunkt der Stadt Pytalowo. Ab 1881 wurde der Haltepunkt als gewöhnliche Bahnstation geführt. Während des Ersten und Zweiten Weltkriegs wurde der Bahnhof umfangreich ausgebaut und sowohl von deutscher als auch von russischer Seite wiederholt eingenommen.
Aufgrund des Lettisch-Sowjetischen Friedensvertrages von 1920 ging ein Teil des Ujesd Ostrow mit Pytalowo an Lettland, die Stadt wurde 1925 in Jaunlatgale (dt.: Neu-Lettgallen) umbenannt, bevor sie 1938 den Namen Abrene erhielt. Er bezieht sich auf die Historische Landschaft Adzele, althochdeutsch land tho Adsel, die einen nördlichen Teil Lettgallens umfasst.
Nach dem Zweiten Weltkrieg gliederte die Sowjetunion Abrene und einen Teil des Landkreises in die Oblast Pskow der RSFSR ein. Die meisten Einwohner lettischer Abstammung wurden vertrieben und die Stadt in Pytalowo zurückbenannt.
Mit der 1991 wiederhergestellten Unabhängigkeit versuchte Lettland, die Stadt zurückzuerhalten, was jedoch am internationalen Druck scheiterte. Angeblich soll eine Volksbefragung durchgeführt worden sein, die mehrheitlich für die Zugehörigkeit zu Russland sprach. Nach dem Abschluss eines Grenzvertrages mit Russland am 27. März 2007 verzichtete Lettland auch formell auf Ansprüche bezüglich des rund 1400 Quadratkilometer umfassenden Gebietes um Pytalowo.

## Bevölkerungsentwicklung
| Jahr | Einwohner |
| ---- | --------- |
| 1959 | 3519      |
| 1970 | 4135      |
| 1979 | 5409      |
| 1989 | 7166      |
| 2002 | 6806      |
| 2010 | 5826      |

Anmerkung: Volkszählungsdaten

## Wappen
Beschreibung: Vom grünen vergrößerten Schildhaupt ist durch einen Zinnenschnitt der in Gold und Rot gespaltene Wappenschild geteilt. Oben eine schwarzbedachte silberne Kirche und vorn ein schwarzes Hufeisen am Spalt. Hinten ein goldener Schlüssel pfahlgestellt am Spalt mit einer Vierpassreite und der nach oben und links zeigende Bart hat einen Paulinerkreuz-Ausschnitt.

## Ortsname
Für die Ortsbezeichnung „Pytalowo“ existieren mehrere Herleitungen, die jedoch bislang allesamt keine Bestätigungen durch Archivmaterial erhalten konnten:
Ort der Qualen (der Folter)Das russische Verb пытать (pytat) bzw. das zugehörige Substantiv пытки (Pytki) bedeutet auf Deutsch: „quälen“, „foltern“ bzw. „Qualen“, „Folter“. Die Bezeichnung Pytalowo entspricht demgemäß dem „Ort der Qualen“ oder dem „Ort der Folter“. Dies könnte auf den symbolischen „Ort der Qualen“, ein angeblich in Pytalowo vorhanden gewesenes großes eisernes Kreuz auf einem Berg in Richtung der Stadt Ostrow, zurückzuführen sein. Eine andere Variante spielt auf die Abgelegenheit und Ödnis des Ortes als „Ort der Qualen“ an.
Gut des PytalowsEiner Legende zufolge soll Katharina die Große das Land einem Gardeoffizier namens Pytalow überlassen haben, nach dem der Ort benannt worden sein soll.
Ort bei TolowaBereits im 13. Jahrhundert existierte die Region „Tolowa“ (lett. Tālava), welche bereits frühzeitig von baltischen Stämmen besiedelt wurde und später unter deutscher Ordensherrschaft und danach abwechselnd unter schwedischer, litauischer, polnischer, deutscher und russischer Herrschaft stand. Die Region war der Stadt Pskow tributpflichtig. Der bei Tolowa (lett. pie Tālavas) liegende Ort könnte somit seinen Namen aus der lautmalerischen Übernahme der lettischen Bezeichnung „pie Tālavas“ ins Russische als „Pytalowo“ erhalten haben.

## Gebäude
- Die orthodoxe Nikolauskirche wurde 1928 errichtet
- Das Museum Pytalowo ist in der ehemaligen lutherischen Kirche untergebracht

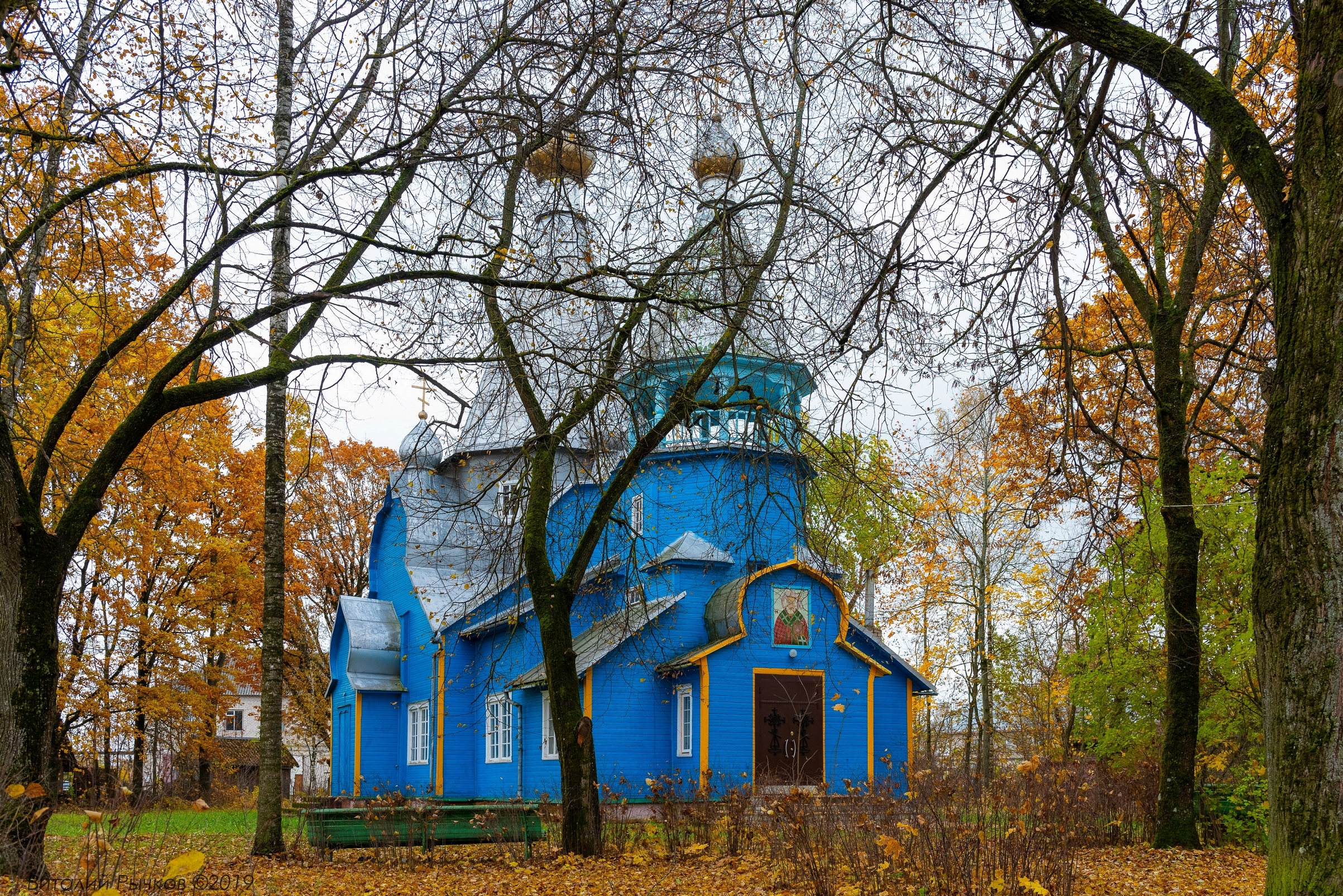
Nikolauskirche
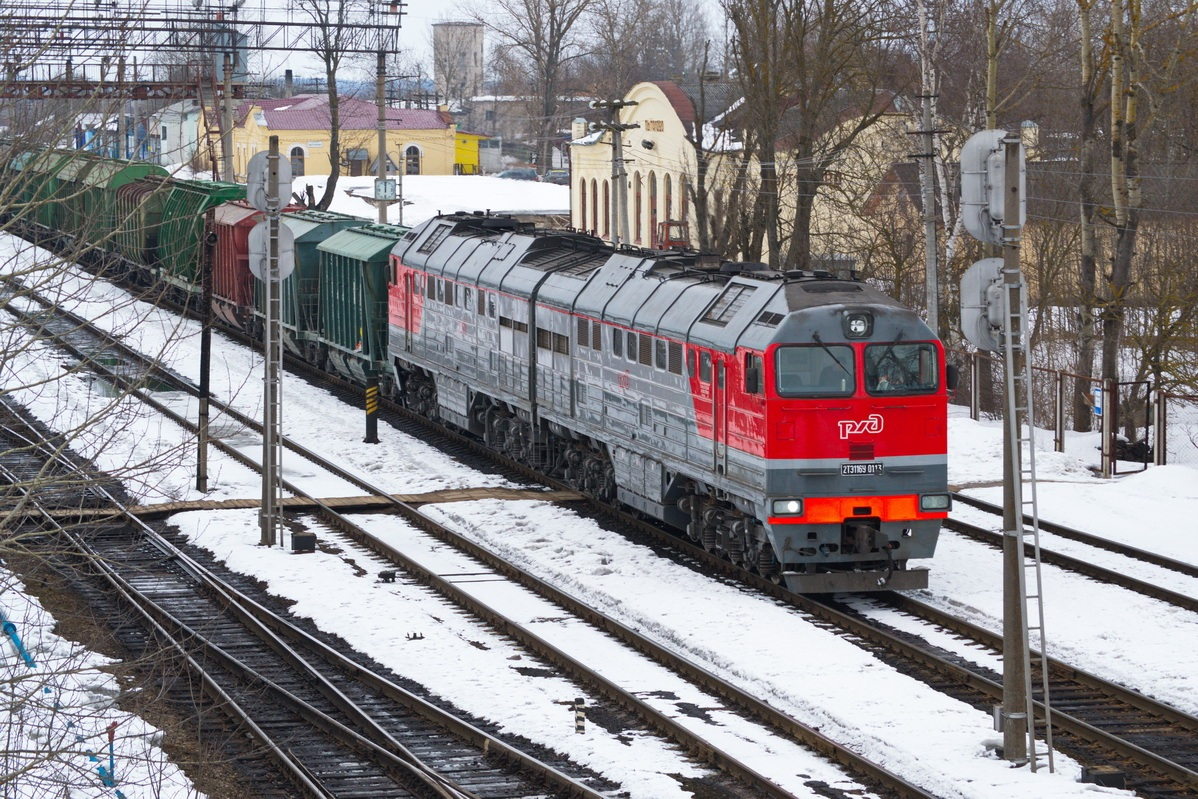
Zug im Bahnhof Pytalowo